# سايمور إس. كوهن
سايمور إس. كوهن (بالإنجليزية: Seymour S. Cohen)‏ هو عالم كيمياء حيوية أمريكي، ولد في 30 أبريل 1917 في بروكلين في الولايات المتحدة، وتوفي في 30 ديسمبر 2018.